# Fulham
|  | Per a altres significats, vegeu «Fulham Football Club». |

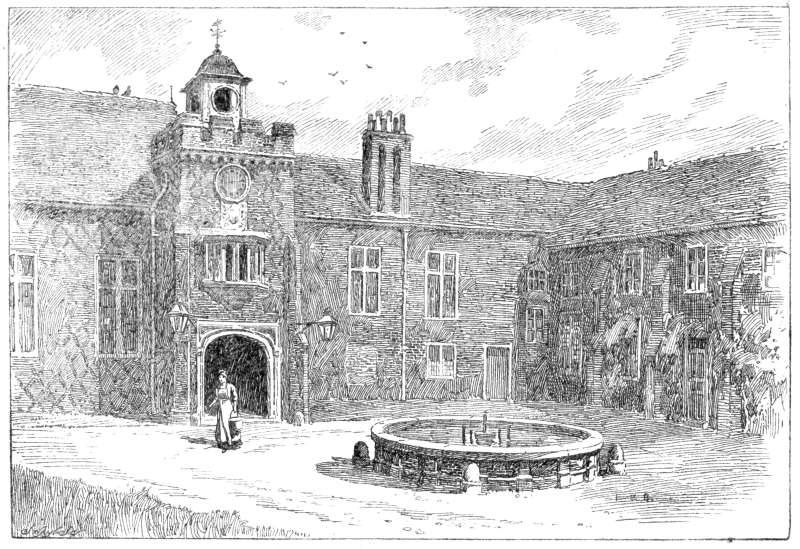
Fulham Palace (el palau de Fulham), antiga residència dels bisbes de Londres, actualment desapareguda.

Fulham és una àrea del sud-oest de Londres, a la riba esquerra del Tàmesi. Actualment és una zona residencial força verda amb un preu d'habitatge car.